# Aratiba
Aratiba é um município brasileiro do extremo norte do estado do Rio Grande do Sul. A cidade gaúcha é banhada pelo rio Uruguai, na divisa do Rio Grande do Sul com Santa Catarina. Sua população estimada é de 6.045 pessoas (IBGE/2021).

## História
A colonização de Aratiba se iniciou em 1917, quando se instalaram os povoadores que adquiriram seus lotes da Companhia Colonizadora Luce, Rosa & Cia Ltda, empresa responsável pela exploração das terras na região, tendo como pioneiros as famílias de Pedro Dalla Vechia, Jacob Klein, Ricardo Boff, Jacob e Eugênio Granzotto, Santo Granzotto, Felix Dal Lago, Afonso Magnabosco, Luiz Poletto, João Lira, João Smaniotto, Francisco Morgan, Fidelis Faggion, entre tantas, gravaram seus nomes, deixando-os definitivamente unidos ao marco inicial da história de Aratiba.
Em 1919, iniciou-se o povoamento que teve como primeira denominação Rio Novo. Dado ao crescimento e desenvolvimento, pelo Ato Municipal nº 94, de 26 de dezembro de 1924, foi elevado a condição de 7º Distrito, subordinado ao município de Erechim. Pelo Decreto-Lei Estadual nº 720, de 29 de dezembro de 1944, o distrito de Rio Novo passa a denominar-se Aratiba.
Em 1951 foi criada a Paróquia São Tiago, subordinada à Diocese de Passo Fundo até 1971, quando passou a constituir a Diocese de Erexim.
Elevado à categoria de município pela Lei Estadual nº 2.710, de 4 de outubro de 1955, desmembrado de Erechim. O município é constituído de seis distritos: Aratiba, Dourado, Pio X, Rio Azul, Três Barras e Volta Fechada.

### Toponímica
Aratiba em língua tupi significa pequenas araras.

## Geografia
Localiza-se a uma latitude 27º23'39" sul e a uma longitude 52º18'01" oeste, estando a uma altitude de 420 metros.
Possui uma área de 341,98 km² e sua população estimada em 2004 era de 6 692 habitantes.
Pertence à Mesorregião do Noroeste Rio-Grandense e à Microrregião de Erechim. É um município que conta com as águas do rio Uruguai e que faz divisa fluvial com o estado de Santa Catarina.
Entre 1996 e 2006 o município apresentou o maior crescimento do PIB entre os municípios gaúchos. O crescimento chegou a casa dos 2.150%.

## Turismo
A rede de hotéis é simples mas é ótima, e as atrações turísticas da cidade são o Aratiba Piscina Clube, o Lago do Rio Uruguai, a Barragem de Itá, a praça central, entre outros pontos turísticos.

## Agências bancárias
- Sicoob
- Cresol
- Sicredi
- Banrisul
- Banco do Brasil

## Educação
- Escola Estadual de Educação Básica Aratiba
- Escola de Ensino Fundamental Pingo de Gente
- Escola Municipal de Aratiba
- Escola Municipal de Ensino Fundamental São Roque

## Cidades-irmãs
- Cesiomaggiore, Belluno, Itália

## Galeria

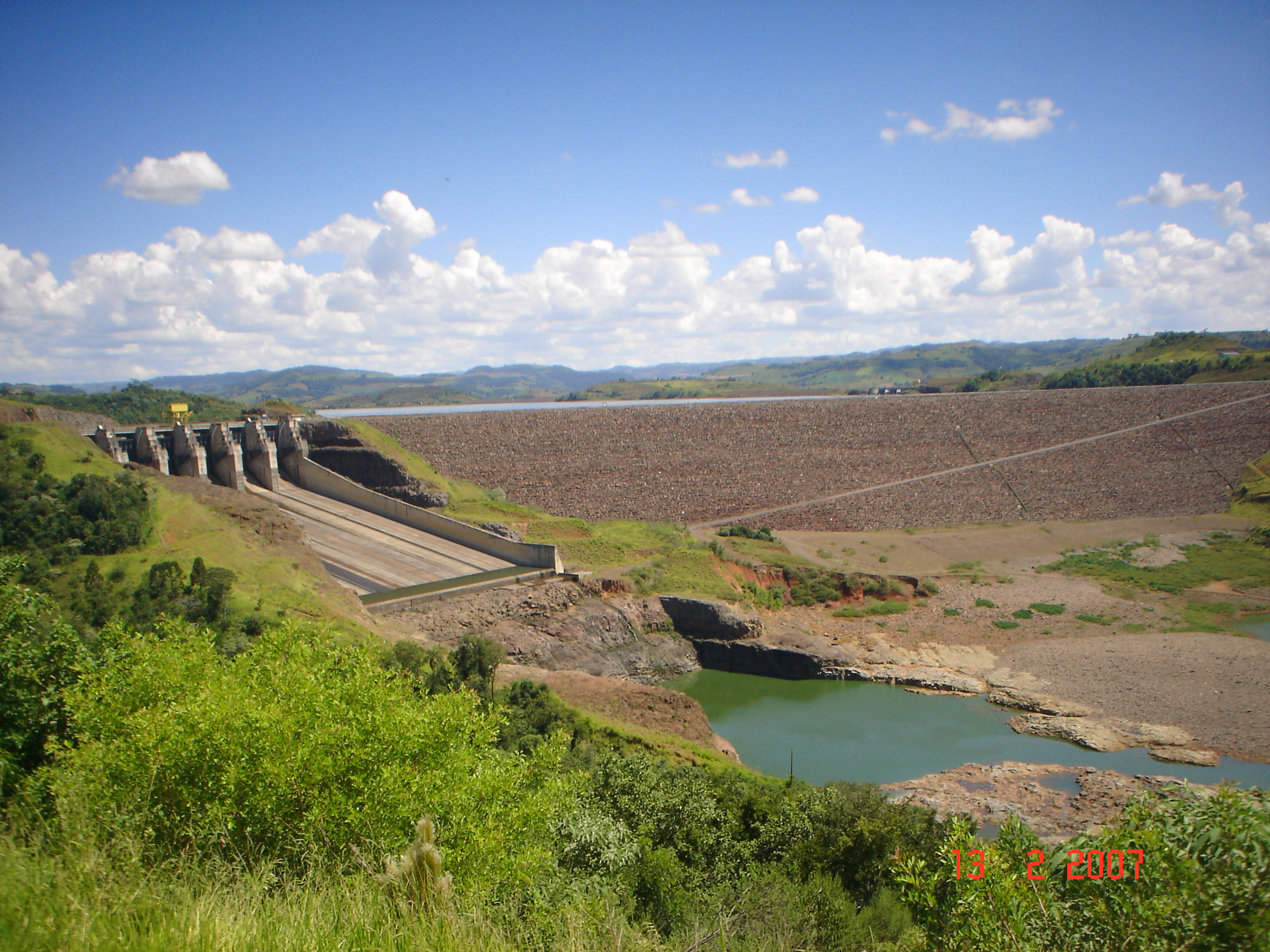
Usina Hidrelétrica de Itá.
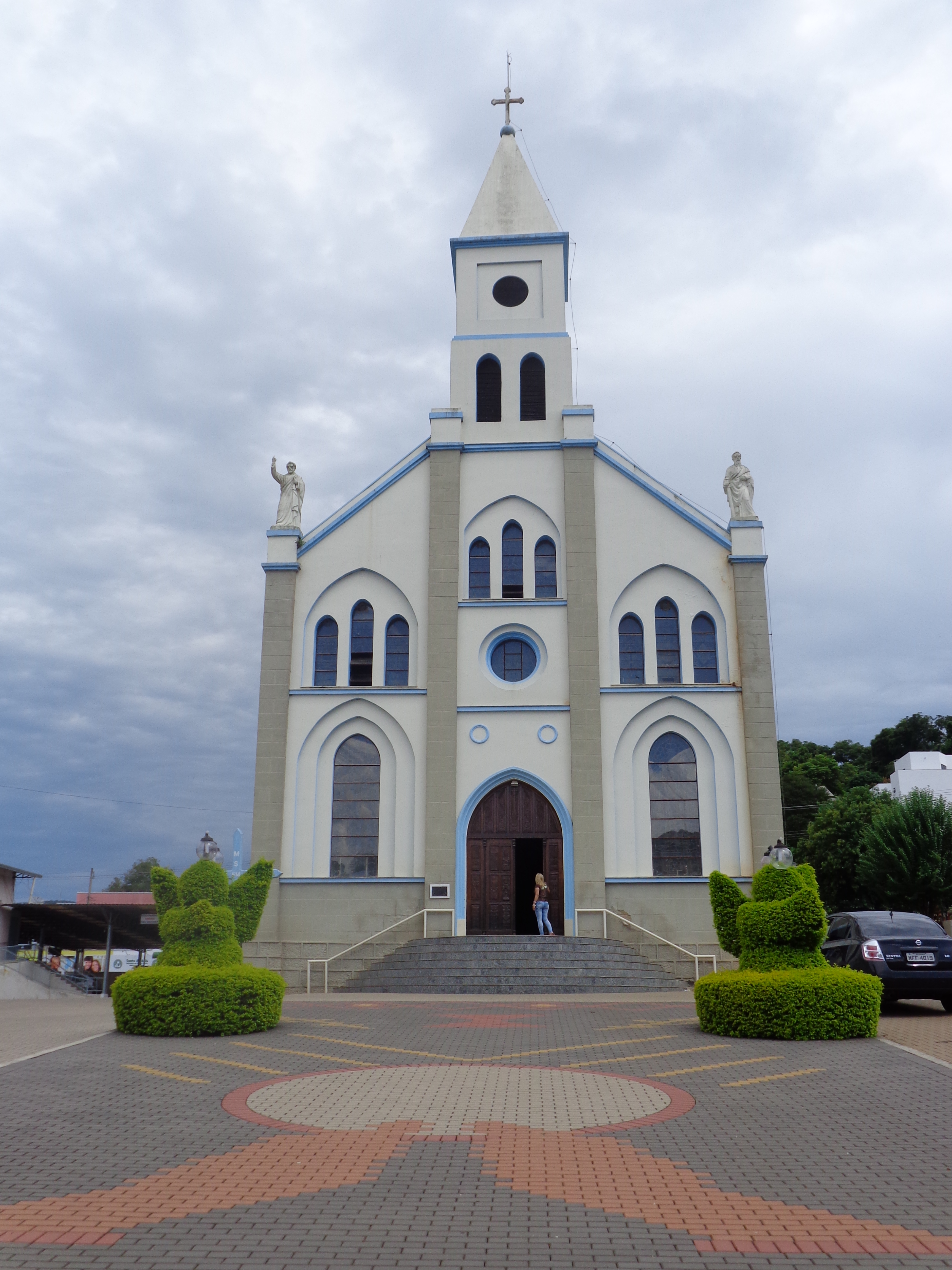
Igreja matriz de Aratiba.
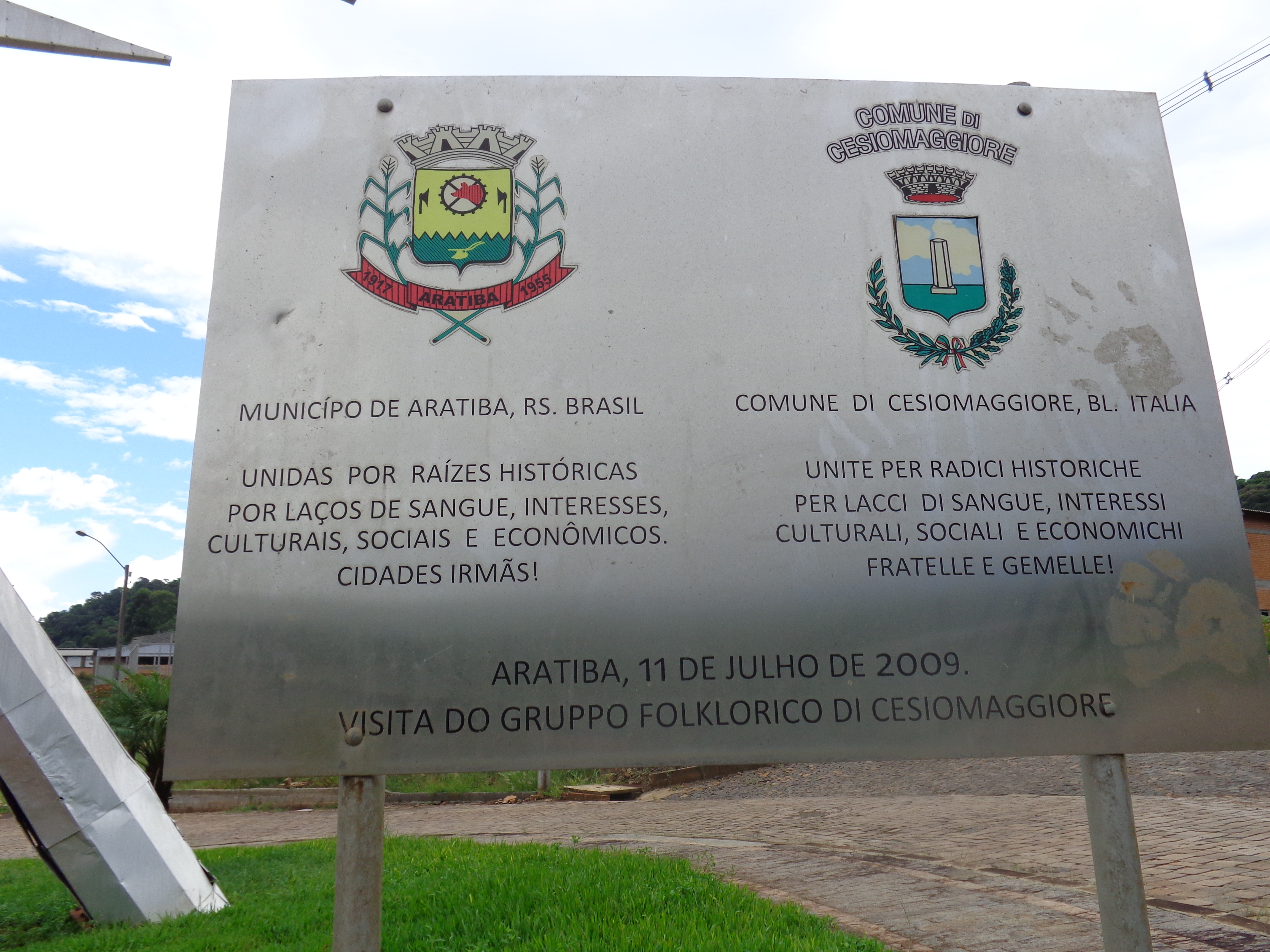
Cesiomaggiore é uma comuna italiana cidade-irmã de Aratiba.